# Neopelma
Neopelma es un género de aves paseriformes perteneciente a la familia Pipridae que agrupa a especies nativas de América del Sur, cuyas áreas de distribución se encuentran desde el este de Colombia, sur de Venezuela y las Guayanas, por la Amazonia, hasta las zonas tropicales del este del Perú y norte de Bolivia por el oeste y hasta el litoral sureste de Brasil. A sus miembros se les conoce por el nombre popular de saltarines o bailarines.

## Etimología
El nombre genérico neutro «Neopelma» se compone de las palabras del griego «neos» que significa ‘nuevo’, ‘diferente’, y «pelma, pelmatos» que significa ‘suela del pie’.

## Características
Los saltarines de este género son un grupo de aves oliváceas, muy apagadas, oscuras e inconspícuas, que habitan en el sotobosque de selvas húmedas; las cinco especies son esencialmente alopátricas. Miden entre 13 y 14 cm de longitud y los machos se reúnen en pequeños leks para exhibirse.

## Taxonomía
Los estudios de filogenia molecular de Tello et al (2009) y McKay et al (2010), verificaron la existencia de dos clados bien diferenciados dentro de la familia Pipridae: uno llamado de subfamilia Neopelminae, Tello, Moyle, Marchese & Cracraft, 2009 agrupando a los saltarines más asemejados a atrapamoscas de los géneros Neopelma y Tyranneutes; y los restantes géneros llamados de «saltarines propiamente dichos» en un clado monofilético. Esto fue plenamente confirmado por los amplios estudios de filogenia molecular de los paseriformes subóscinos realizados por Ohlson et al (2013). El Comité de Clasificación de Sudamérica (SACC) adopta esta última división y secuencia linear de los géneros, a partir de la aprobación de la Propuesta N° 591. La clasificación Clements Checklist v.2017, el IOC, y el Comité Brasileño de Registros Ornitológicos (CBRO) adoptan integralmente esta secuencia y división.

## Lista de especies
Según las clasificaciones del Congreso Ornitológico Internacional (IOC), y Clements Checklist/eBird, el género agrupa a las siguientes especies con el respectivo nombre popular de acuerdo con la Sociedad Española de Ornitología (SEO):
| Imagen | Nombre científico        | Autor                | Nombre común             | Estado de conservación | Distribución |
| ------ | ------------------------ | -------------------- | ------------------------ | ---------------------- | ------------ |
|        | Neopelma pallescens      | (Lafresnaye, 1853)   | saltarín ventriblanco    | LC                     |              |
|        | Neopelma chrysocephalum  | (Pelzeln, 1868)      | saltarín coronigualdo    | LC                     |              |
|        | Neopelma aurifrons       | (Wied-Neuwied, 1831) | saltarín de Wied         | NT                     |              |
|        | Neopelma chrysolophum    | Pinto, 1944          | saltarín de Serra do Mar | LC                     |              |
|        | Neopelma sulphureiventer | (Hellmayr, 1903)     | saltarín ventrisulfúreo  | LC                     |              |